# صافي توليد
صافي التوليد (بالإنجليزية: Net Generation)‏ هو كمية الكهرباء الصافية المتولدة من محطة توليد طاقة كهربائية، والتي يتم نقلها وتوزيعها للمستخدمين. ويكون صافي التوليد أقل من الطاقة الكلية المتولدة حيث أن بعض الطاقة تستهلكها المحطة نفسها من إدارة محركات ومضخات وغيرها.
صافي التوليد = الطاقة الكلية المتولدة − استهلاك المحطة نفسها من الطاقة

## روابط خارجية
- Measuring power generation